# Khavn de la Cruz

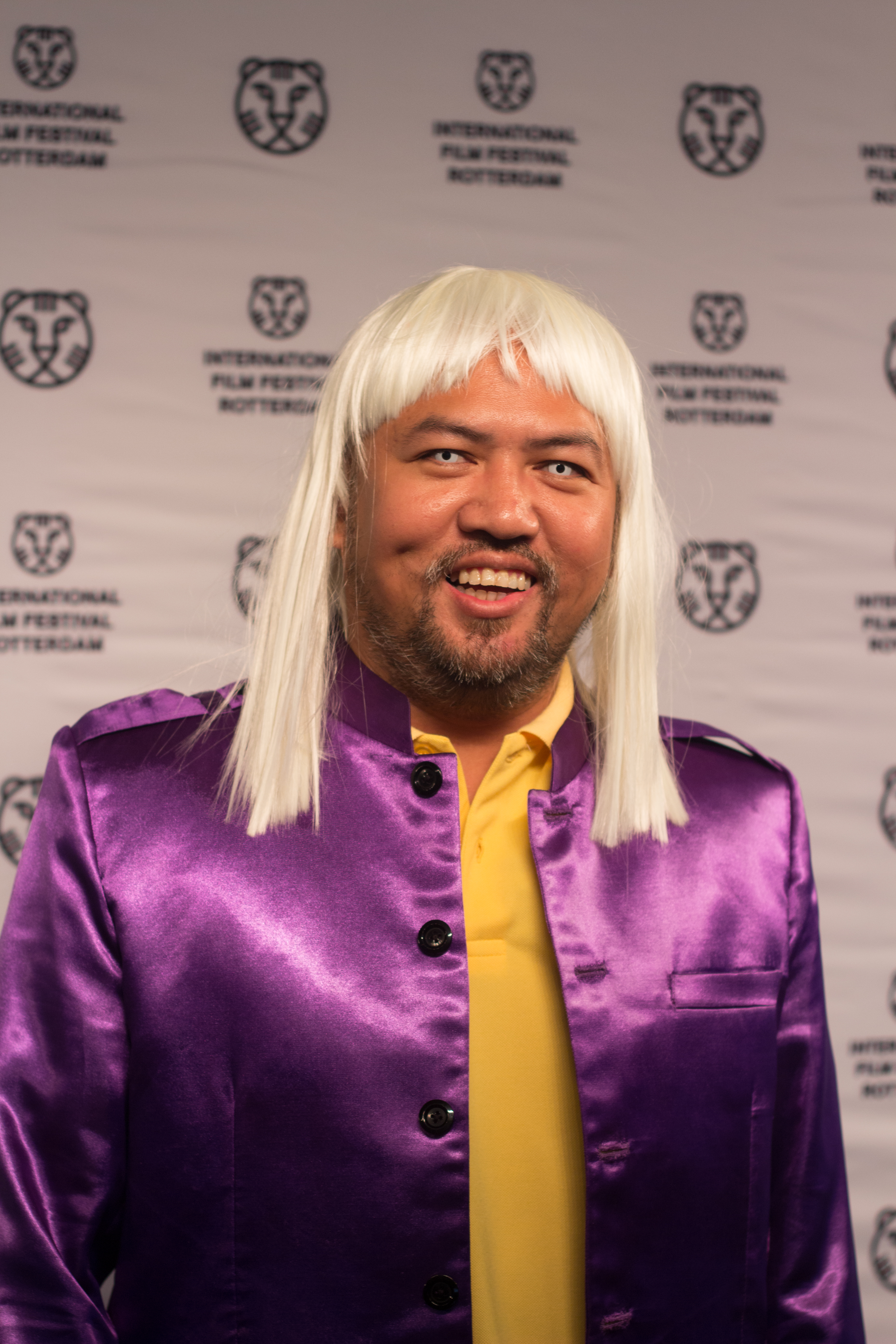
Khavn op het Internationaal Film Festival Rotterdam in 2015

Khavn de la Cruz, of kortweg Khavn (Manilla, 23 december 1973) is een Filipijns schrijver, muzikant en experimenteel filmmaker. Met zijn eigen productiebedrijf Filmless Films produceerde Khavn vele lowbudgetfilms. Hij staat erom bekend, dat hij met zijn films grenzen opzoekt en overschrijdt. Voor zijn gedichten en verhalen werd Khavn diverse malen onderscheiden met een Carlos Palanca Memorial Award. Daarnaast is Khavn componist, liedjesschrijver, pianist en zanger van de band The Brockas.

## Carrière
Khavn de la Cruz studeerde aan de Ateneo de Manila University, waar hij in eerste instantie begon de studie Computer Science, later switchte naar Third World Studies om uiteindelijk af te studeren in Literatuur en Film. Na zijn studie bleef Khavn actief als filmmaker. Hij produceerde ruim 30 films en meer dan 70 korte films. Diverse van deze films werden vertoond op filmfestivals over de hele wereld, waaronder het International Film Festival Rotterdam, het Paris Cinema International Film Festival in Parijs, Osian's Cinefan Festival of Asian and Arab Cinema in India, Motovun Film Festival in Kroatië en Sarajevo Film Festival in Bosnië Herzegovina. Met zijn veelal experimentele films zoekt Khavn vaak grenzen op. Hij produceert zijn films met minimaal budget met zijn eigen productiebedrijf Filmless Films. Khavn is bovendien directeur van .MOV International Digital Film Festival, het eerste digitale filmfestival van de Filipijnen.
Naast zijn carrière in de filmindustrie is Khavn tevens zanger, songwriter en pianist van The Brockas. Hij regisseerde ook muziekvideoclips en componeerde een tweetal rockoperas, die werden opgevoerd in het Cultural Center of the Philippines. Tevens is Khavn actief als schrijver. Hij schreef een aantal boeken, waaronder twee romans, een boek met korte verhalen en diverse gedichtenbundels. Voor zijn schrijfwerk won hij enkele Carlos Palanca Memorial Awards. Ook doceerde hij aan de Ateneo de Manila University.

## Filmografie
- Amen (1998), korte film
- Ang dagat na nalulunod (2010), korte film
- Cameroon Love Letter (2010), documentaire
- Son of God (2010), documentaire
- Ang paglilitis ni Mang Serapio (2010)
- Zombie Mariachi (2010), korte film
- Mondomanila (2010)
- Kumander Kulas (2011)
- Pahinga (2011)